# イマム・メイフィールド
イマム・メイフィールド（Imamu Mayfield、1972年4月19日 - ）は、アメリカ合衆国の男性プロボクサー。元IBF世界クルーザー級王者。
日本のINOKI BOM-BA-YE 2003にも参戦した。

## 来歴

### プロボクシング
1994年2月5日、プロデビューを果たし初回KO勝ちで白星でデビューを飾った。
1997年11月18日、IBF世界クルーザー級王者ユーライア・グラントを12回3-0()の判定で下し王座を獲得。
1998年3月28日、テリー・ダンスタンを11回1分34秒KO勝ちで初防衛成功。
1998年10月30日、アーサー・ウィリアムスに9回1分50秒TKO負けで2度目の防衛に失敗し王座陥落。
1999年12月18日、NABA北米クルーザー級王者ルイス・アジーレと対戦するが12回1-1(114-114、117-111、113-115)の三者三様の引き分けに終わり王座獲得に失敗した。
2000年5月6日、WBC世界クルーザー級王者ファン・カルロス・ゴメスと対戦するがも3回KO負けで王座獲得ならず。
2002年9月20日、緑ジムのオケロ・ピーターに6回判定勝ち。
2008年2月23日、ジョナサン・バンクスと対戦し初回1分49秒TKO負けを最後に現役を引退した。

### 総合格闘技
- 2003年12月31日、INOKI BOM-BA-YE 2003で藤田和之と対戦。1Rは寝技20秒限定ルールに救われるも、2Rに立ったままの肩固め（＝時間制限無し）で見込み一本負け[要出典]。

## 戦績
| 総合格闘技 戦績 | 総合格闘技 戦績 | 総合格闘技 戦績 | 総合格闘技 戦績 | 総合格闘技 戦績 | 総合格闘技 戦績 | 総合格闘技 戦績 |
| --------------- | --------------- | --------------- | --------------- | --------------- | --------------- | --------------- |
| 1 試合          | (T)KO           | 一本            | 判定            | その他          | 引き分け        | 無効試合        |
| 0 勝            | 0               | 0               | 0               | 0               | 0               | 0               |
| 1 敗            | 0               | 1               | 0               | 0               | 0               | 0               |

| 勝敗 | 対戦相手 | 試合結果       | 大会名                                  | 開催年月日     |
| ×    | 藤田和之 | 2R 2:25 肩固め | INOKI BOM-BA-YE 2003 馬鹿になれ夢を持て | 2003年12月31日 |

## 獲得タイトル
- IBF世界クルーザー級王座